# Abraham Brill

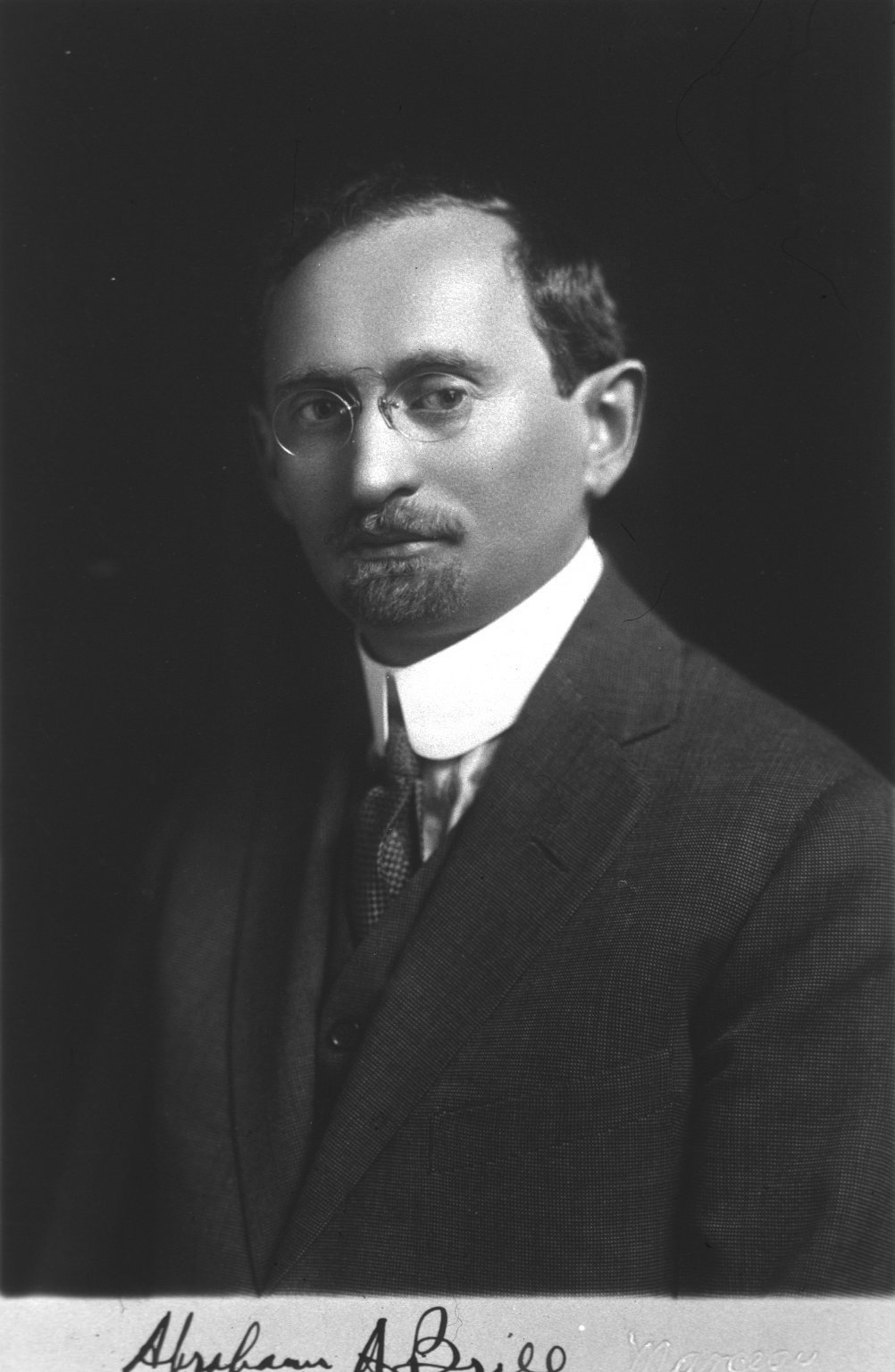
Abraham Brill

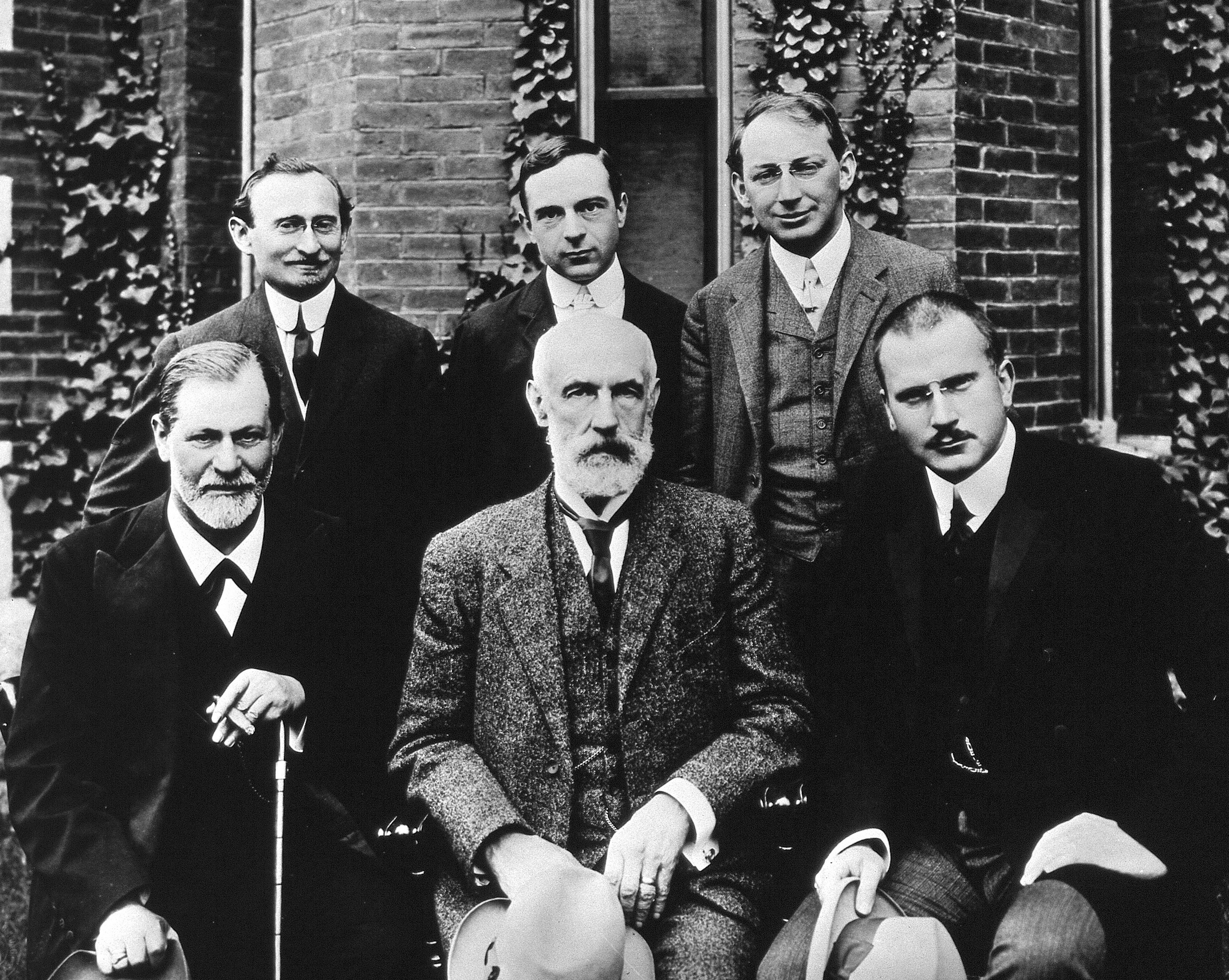
Gruppenphoto 1909 vor der Clark University. Vorne: Sigmund Freud, Granville Stanley Hall, Carl Gustav Jung. Hinten: Abraham A. Brill, Ernest Jones, Sándor Ferenczi.

Abraham Arden Brill (* 12. Oktober 1874 in Kańczuga, Österreich-Ungarn; † 2. März 1948 in New York City) war ein US-amerikanischer Psychiater und Psychoanalytiker österreichischer Herkunft. Er trug maßgeblich zur Verbreitung der klassischen Psychoanalyse in den Vereinigten Staaten bei.

## Jugend und Ausbildung
Als Sohn von Shraga Feiwel „Philip“ Brill (1844–1915) und Esther Brill, geborene Seitelbach, wuchs Brill in einem jüdisch geprägten Elternhaus auf. Im Jahr 1889, im Alter von knapp 15 Jahren emigrierte Abraham Brill allein, ohne seine Familie und ohne Vermögen in die Vereinigten Staaten. Er arbeitete und verdiente sich Geld, um den Highschool-Abschluss erwerben zu können. Danach studierte er an der Universität New York und anschließend an der Columbia University und schloss sein Studium 1904 als Doktor der Medizin mit dem M. D. ab.
In den Jahren 1902 bis 1908 besuchte er Europa. In Zürich lernte er an der dortigen Psychiatrischen Universitätsklinik Eugen Bleuler, Karl Abraham und C. G. Jung kennen und wurde vor allem durch Jung mit der Psychoanalyse von Sigmund Freud vertraut gemacht, den er auch im April 1908 in Wien besuchte. Bald darauf kehrte er in die Vereinigten Staaten zurück und traf dort 1909 erneut Freud, Jung und Sándor Ferenczi bei deren Besuch in Amerika an der Clark University.
Brill war mit Rose Kitty Owen (1880–1963) verheiratet, das Paar hatte zwei Kinder.

## Einfluss auf die Verbreitung der Psychoanalyse
Brill war einer der frühesten und aktivsten Exponenten der Psychoanalyse in den USA. Zusammen mit 15 weiteren Ärzten gründete er 1911 die „Psychoanalytische Vereinigung New York“ und war von 1911 bis 1913 und von 1925 bis 1936 deren Präsident. Im Jahr 1914 wurde er auch Mitglied der von Ernest Jones gegründeten „Amerikanischen Psychoanalytischen Vereinigung“ und übernahm deren Präsidentschaft in den Jahren 1919/1920 und von 1929 bis 1935. Seinen Einfluss in dieser Position nutzte er auch, um die Mitgliedschaft in den beiden Vereinigungen auf Ärzte zu beschränken. Im Gegensatz zu Freud, der die Psychoanalyse durch Nicht-Ärzte förderte und verteidigte, war Brill davon überzeugt, dass das Überleben der Psychoanalyse in den Vereinigten Staaten vom Beibehalten des medizinischen Status abhing.
Er lehrte an der Universität New York und an der Columbia-Universität, war praktizierender Psychoanalytiker und schrieb neben zahlreichen Aufsätzen auch mehrere Werke über Grundlagen und Konzepte der Psychoanalyse. Für frühe und weite Verbreitung der Psychoanalyse in den Vereinigten Staaten sorgte er vor allem, indem er als Erster die Hauptwerke von Freud und auch Bücher von C. G. Jung ins Englische übersetzte.
Die „Abraham A. Brill Library“ der New Yorker Psychoanalytischen Vereinigung, die wahrscheinlich größte psychoanalytische Bibliothek der Welt, trägt seinen Namen.

## Schriften
- Psychoanalysis: Its Theories and Practical Application (1912)
- Fundamental Conceptions of Psychoanalysis. (1921)